# Charaxes ethalionoides
Charaxes ethalionoides är en fjärilsart som beskrevs av Carpenter 1945. Charaxes ethalionoides ingår i släktet Charaxes och familjen praktfjärilar. Inga underarter finns listade i Catalogue of Life.